# Dorylaimopsis mediterranea
Dorylaimopsis mediterranea is een rondwormensoort uit de familie van de Comesomatidae. De wetenschappelijke naam van de soort is voor het eerst geldig gepubliceerd in 1968 door Grimaldi-De Zio.